# Pieter De Schrijver
Pieter De Schrijver (7 september 2000) is een Belgisch voetballer die onder contract ligt bij K Lierse SK.

## Carrière
De Schrijver sloot zich als kind aan bij de U8 van Lierse SK. Na het faillissement van de club stapte hij over naar Lierse Kempenzonen, één van de geestelijke opvolgers van stamnummer 30. Op 20 maart 2021 maakte hij zijn officiële debuut in het eerste elftal van de club: in de competitiewedstrijd tegen Lommel SK (0-1-verlies) kreeg hij een basisplaats van trainer Tom Van Imschoot. Na amper twee wedstrijden in het eerste elftal kreeg hij al een contractverlenging.

## Clubstatistieken
| Seizoen         | Club               | Land            | Competitie      | Competitie | Competitie | Beker | Beker | Supercup | Supercup | Europees | Europees | Totaal | Totaal |
| Seizoen         | Club               | Land            | Competitie      | Wed.       | Dlp.       | Wed.  | Dlp.  | Wed.     | Dlp.     | Wed.     | Dlp.     | Wed.   | Dlp.   |
| --------------- | ------------------ | --------------- | --------------- | ---------- | ---------- | ----- | ----- | -------- | -------- | -------- | -------- | ------ | ------ |
| 2020/21         | Lierse Kempenzonen | Vlag van België | Eerste klasse B | 2          | 0          | 0     | 0     | —        | —        | —        | —        | 2      | 0      |
| 2021/22         | Lierse Kempenzonen | Vlag van België | Eerste klasse B | 11         | 0          | 0     | 0     | —        | —        | —        | —        | 11     | 0      |
| 2022/23         | Lierse Kempenzonen | Vlag van België | Eerste klasse B | 29         | 1          | 1     | 0     | —        | —        | —        | —        | 30     | 1      |
| 2023/24         | Lierse Kempenzonen | Vlag van België | Eerste klasse B | 0          | 0          | 0     | 0     | —        | —        | —        | —        | 0      | 0      |
| 2024/25         | K Lierse SK        | Vlag van België | Eerste klasse B |            |            |       |       |          |          |          |          |        |        |
| Carrière totaal | Carrière totaal    | Carrière totaal | Carrière totaal | 43         | 1          | 1     | 0     | 0        | 0        | 0        | 0        | 44     | 1      |

Bijgewerkt op 10 april 2021.
1 Teunckens ·
2 De Schrijver ·
3 Marijnissen ·
5 Laes ·
6 Swinnen ·
8 Van Acker ·
9 S. Limbombe ·
10 De Schryver ·
11 Liongola ·
12 De Smet ·
13 Teunen ·
14 Maes ·
16 Maesen ·
19 Kieboom ·
20 Vanderhallen ·
23 Boone ·
36 Leyssens ·
42 Sampers ·
64 Vanuffelen ·
70 El Touile ·
77 Masaki ·
Naessens ·
Hendrickx ·
Coach: Van Imschoot
· Assistent-coach: Van Kerckhoven